# Hamilton (Illinois)
Hamilton – miasto w stanie Illinois w hrabstwie Hancock w Stanach Zjednoczonych.